# Udamopyga cabensis
Udamopyga cabensis är en tvåvingeart som först beskrevs av Aldrich 1916.  Udamopyga cabensis ingår i släktet Udamopyga och familjen köttflugor. Inga underarter finns listade i Catalogue of Life.